# مایکل بار
مایکل بار (انگلیسی: Michaël Barré؛ زادهٔ ۳۱ اوت ۱۹۷۴) بازیکن فوتبال اهل فرانسه است.
از باشگاه‌هایی که در آن بازی کرده‌است می‌توان به باشگاه فوتبال کان اشاره کرد.